# Ботева, Мария Алексеевна
Мария Алексеевна Ботева (род. 7 апреля 1980, Киров) — российская поэтесса и прозаик, драматург, журналист, педагог. Пишет для детей младшего и среднего возраста.

## Биография
Мария Ботева родилась 7 апреля 1980 года в Кирове. Училась в школе № 53 в экспериментальном классе, затем — в школе № 45. Окончила факультет журналистики Уральского государственного университета имени А. М. Горького, заочное отделение Екатеринбургского государственного театрального института, где занималась в семинаре Николая Коляды.
Писать Мария Ботева начала в восемнадцать лет, сочиняла сказки, потом стихи. Работала журналистом в различных издания, преподавала в Литературных мастерских «Creative Writing School». Первые публикации состоялись в газетах «Я расту», «Кировская правда», «Вести».
Пьеса Ботевой «Лекарь Волька» была поставлена Молодёжным драматическим театром города Тольятти в 2011 году, а через год в Театре на Спасской города Кирова — инсценировка «Истории одного города» М. Е. Салтыкова-Щедрина. Детскую драматургию Марии Ботевой составляют также пьесы «Мой папа – компьютер», «Стеклянное сердце Гришана», «Столица снега», «Потеряевка», «Там, возле Большой», «Эликсир молодости» и др.
Публиковалась в журналах «Урал», «Новый мир», «Октябрь», «Волга», «Дружба народов», «Воздух», «Homo Legens», «ZAART», «TextOnly», «Полутона»; на сайтах «Молодая русская литература»  и др.
Автор многих книг — книги сказок «Световая азбука. Две сестры, два ветра» (2005), книги стихов «Завтра к семи утра» (2008) и др.
В 2005 году Мария Ботева в коротком списке премии «Дебют» — за поэму в прозе «Что касается счастья (Ехать умирать)». В том же году писательница стала лауреатом молодёжной премии «Триумф».
В 2011 году пьеса «Лекарь Волька» была поставлена Молодёжным драматическим театром Тольятти, а инсценировка «Истории одного города» М. Е. Салтыкова-Щедрина — в 2012-м в Театре на Спасской города Кирова.
Книга «Мороженое в вафельных стаканчиках» выдержала три издания — в 2013-м, 2014-м и 2017-м годах.
Произведения М. Ботевой переведены на английский, французский, арабский китайский, словенский, малалаянский (Индия) языки.
«Мороженое в вафельных стаканчиках» и повесть «Маяк — смотри!» Мюнхенская международная детская библиотека включила в список наиболее «значительных и необыкновенных детских книг».
Взрослая проза собрана в книге «Фотографирование осени» (2013).
Живёт в Кирове, работает журналистом.

## Книги
- Мария Ботева Световая азбука. Две сестры, два ветра. — М.: Новое литературное обозрение, 2005 (книга сказок)
- Мария Ботева Завтра к семи утра. — М.: АРГО-РИСК; Книжное обозрение, 2008 (книга стихов)
- Мария Ботева Фотографирование осени: Собрание прозы. — Предисловие Ильи Кукулина. — New York: Ailuros Publishing, 2013
- Мария Ботева Мороженое в вафельных стаканчиках: три повести. / ил. Т. Яржомбека; предисл. О. Мяэотс]. — М.: КомпасГид, 2013. — 159 с.
- Мария Ботева Фотографирование осени: Собрание прозы. / [ред.: И. Кукулин, Е. Сунцова]. — New York: Ailuros Publishing, 2013. — 179 с.
- Мария Ботева Сто десять раз по два: Стихи. / Ред. Е. Сунцова. — New York: Ailuros Publishing, 2016. — 57 с.
- Мария Ботева Ты идёшь по ковру: Две повести. — [ил. Дарьи Мартыновой]. — М.: КомпасГид, 2016. — 167 с.
- Мария Ботева Маяк — смотри!: Повесть] / рисовал С. Гаврилов. — М.: КомпасГид, 2017. — 94 с.
- Мария Ботева Сад имени Т. С. — М.: КомпасГид, 2018. (Подросток N)
- Мария Ботева Америка: Стихи. / Ред. Елена Сунцова. — New York: Ailuros Publishing, 2019. — 51 с.
- Мария Ботева Рецепт рыбы керн: кулинарные листки. — М.: Всегоничего, 2020. — 45 с.
- Мария Ботева Сказки о принцессе и драконе. / ил. Анны Жуковской. — М.: Баобаб, 2021. — 72 с.

## Признание
- 2005 — Лауреат молодёжной премии «Триумф»;
- 2005 — шорт-лист премии «Дебют» (номинация «Проза»);
- 2005−2006 — Финалист Национальной детской литературной премии «Заветная мечта»;
- 2013 — шорт-лист премии Андрея Белого (номинация «Проза»).
- 2018 — Диплом Международной литературной премии имени В.П. Крапивина.
- 2018 — Лауреат Всероссийского фестиваля детской книги в номинации «Повесть-сказка».

## Цитата
Ботева — автор в том числе и произведений для детей. Подобно Линор Горалик, о которой разговор впереди, она понимает, что детское и фольклорное – отнюдь не идиллия: этот язык может быть грозным и страшным («в белом-белом городе Питере / ночью так трудно спать» – всё та же логика депрессивной белизны инвертирует «чёрный-чёрный город» из детских страшилок). Что-то страшно-детское — и, может быть, универсальное — есть и в идее самостоятельного существования после разрыва… 
— Лев Оборин.